# Ligue des champions de l'UEFA 2011-2012
Navigation
Édition précédente Édition suivante
La Ligue des champions 2011-2012 est la 57e édition de la coupe d'Europe des clubs champions. 76 clubs européens y participent.
Elle oppose les meilleurs clubs européens qui se sont illustrés dans leurs championnats respectifs la saison précédente.
La finale opposant le Bayern de Munich à Chelsea s'est déroulée le samedi 19 mai 2012 à la Fußball Arena München de Munich et s'est achevée après prolongation sur le score nul de 1-1. Chelsea remporte le trophée aux tirs au but.

## Participants
Un total de 76 équipes provenant de 52 associations membres de l'UEFA furent invitées à prendre part à la Ligue des champions 2011-2012.
D'après les coefficients UEFA des pays 2009/10, une liste d’accès a d’abord défini le nombre de clubs qu’une association a droit d’envoyer. La répartition pour la saison 2011-2012 est la suivante :
- Les associations aux places 1 à 3 envoient les quatre meilleurs clubs de leur championnat ;
- celles aux places 4 à 6 envoient les trois meilleurs ;
- celles aux places 7 à 15, les deux meilleurs ;
- celles aux places 16 à 53, leur champion, exception faite du Liechtenstein dont les clubs membres jouent en Suisse.

Dans un second temps, le rang en championnat détermine le tour d’arrivée. Puisque le FC Barcelone, pour qui une place était réservée en tant que tenant du titre, s’est qualifié naturellement en devenant champion d’Espagne, la liste fut décalée : le champion du 13e pays (la Suisse) se qualifie directement pour la phase de groupes, et le champion du 16e pays (l’Écosse), ainsi que ceux des 48e et 49e pays (Îles Féroé et Irlande du Nord) avancent respectivement aux troisième et deuxième tours préliminaires.
|     | Angleterre                  | Espagne                                  | Italie                |
| --- | --------------------------- | ---------------------------------------- | --------------------- |
| 1er | Manchester United (151,157) | FC Barcelone (Tenant du titre ; 141,465) | Milan AC (94,110)     |
| 2e  | Chelsea (129,157)           | Real Madrid (103,465)                    | Inter Milan (100,110) |
| 3e  | Manchester City (47,157)    | Valence (85,465)                         | Naples (21,110)       |

|     | Allemagne                  | France                          | Russie                            |
| --- | -------------------------- | ------------------------------- | --------------------------------- |
| 1er | Borussia Dortmund (22,887) | Lille OSC (40,735)              | Zénith Saint-Pétersbourg (60,441) |
| 2e  | Bayer Leverkusen (54,887)  | Olympique de Marseille (68,735) | CSKA Moscou (73,941)              |

|     | Ukraine                   | Pays-Bas                | Roumanie              | Portugal           | Turquie              | Grèce               | Suisse           |
| --- | ------------------------- | ----------------------- | --------------------- | ------------------ | -------------------- | ------------------- | ---------------- |
| 1er | Chakhtar Donetsk (87,776) | Ajax Amsterdam (56,025) | Oţelul Galaţi (5,164) | FC Porto (100,319) | Fenerbahçe, (50,510) | Olympiakos (50,833) | FC Bâle (39,928) |

| Barrages | Barrages |
| --- | --- |
| Aucune entrée | |
| Troisième tour de qualification | |
| - Belgique : KRC Genk (8,400) - Danemark : FC Copenhague (51,110) | - Écosse : Glasgow Rangers (56,028) |
| Deuxième tour de qualification | |
| - Bulgarie : Litex Lovetch (8,575) - République tchèque : Viktoria Plzeň (5,170) - Autriche : Sturm Graz (8,640) - Israël : Maccabi Haïfa (21,400) - Chypre : APOEL Nicosie (13,124) - Norvège : Rosenborg (19,375) - Slovaquie : Slovan Bratislava (5,899) - Suède : Malmö (2,825) - Serbie : Partizan Belgrade (15,850) - Pologne : Wisła Cracovie (10,183) - Croatie : Dinamo Zagreb (20,224) - Biélorussie : BATE Borissov (23,216) - Irlande : Shamrock Rovers (2,741) - Finlande : HJK Helsinki (3,793) - Bosnie-Herzégovine : Borac BL (2,324) - Lituanie : Ekranas (3,541) | - Lettonie : Skonto Riga (2,233) - Moldavie : Dacia Chişinău (2,549) - Slovénie : NK Maribor (4,224) - Hongrie : Videoton (2,200) - Géorgie : Zestafoni (2,891) - Azerbaïdjan : Neftchi Bakou (1,233) - Islande : Breiðablik (1,491) - Macédoine : FK Škendija 79 (1,041) - Kazakhstan : Tobol Kostanaï (1,624) - Estonie : Flora Tallinn (1,508) - Albanie : Skënderbeu Korçë (0,774) - Arménie : Pyunik Erevan (2,516) - Pays de Galles : Bangor City (2,058) - Monténégro : Mogren Budva (2,275) - Îles Féroé : HB Tórshavn (1,783) - Irlande du Nord : Linfield (1,699) |
| Premier tour de qualification | |
| - Luxembourg : F91 Dudelange (1,524) - Malte : Valletta FC (1,483) | - Andorre : Santa Coloma (1,200) - Saint-Marin : SP Tre Fiori (1,183) |

| Barrages |
| --- |
| - Quatrième - Angleterre : Arsenal (108,157) - Espagne : Villarreal (75,465) - Italie : Udinese (27,110) - Troisième - Allemagne : Bayern Munich (118,887) - France : Olympique lyonnais (92,735) |
| Troisième tour de qualification |
| - Troisième - Russie : Rubin Kazan (31,941) - Deuxième - Ukraine : Dynamo Kiev (60,776) - Roumanie : FC Timişoara FC Vaslui (10,164) - Portugal : Benfica Lisbonne (81,319) - Pays-Bas : FC Twente (41,025) - Turquie : Trabzonspor (12,010) - Grèce : Panathinaïkos (57,833) - Suisse : FC Zurich (18,980) - Belgique : Standard de Liège (32,400) - Danemark : OB Odense (18,610) |

## Calendrier
| Nom                                             | Tirage au sort | Date aller                                    | Date retour                              | Équipes participantes | Équipes restantes |
| ----------------------------------------------- | -------------- | --------------------------------------------- | ---------------------------------------- | --------------------- | ----------------- |
| Phase qualificative (2011)                      |                |                                               |                                          |                       |                   |
| Premier tour de qualification                   | 20 juin        | 28 juin                                       | 5-6 juillet                              | 4                     | de 76 à 74        |
| Deuxième tour de qualification                  | 20 juin        | 12-13 juillet                                 | 19-20 juillet                            | 34 (2+32)             | de 74 à 57        |
| Troisième tour de qualification                 | 15 juillet     | 26-27 juillet                                 | 2-3 août                                 | 30 (17+13)            | de 57 à 42        |
| Quatrième tour (Barrages)                       | 5 août         | 16-17 août                                    | 23-24 août                               | 20 (15 + 5)           | de 42 à 32        |
| Phase de groupe (2011)                          |                |                                               |                                          |                       |                   |
| Journées 1 et 5 Journées 2 et 6 Journées 3 et 4 | 25 août        | 13-14 septembre 27-28 septembre 18-19 octobre | 22-23 novembre 6-7 décembre 1-2 novembre | 32 (10 + 22)          | de 32 à 16        |
| Phase à élimination directe finale (2012)       |                |                                               |                                          |                       |                   |
| Huitièmes de finale                             | 16 décembre    | 14-15-21-22 février                           | 6-7-13-14 mars                           | 16                    | de 16 à 8         |
| Quarts de finale                                | 16 mars        | 27-28 mars                                    | 3-4 avril                                | 8                     | de 8 à 4          |
| Demi-finale                                     | 16 mars        | 17-18 avril                                   | 24-25 avril                              | 4                     | de 4 à 2          |
| Finale                                          | 16 mars        | samedi 19 mai                                 | samedi 19 mai                            | 2                     | de 2 à 1          |

## Phase qualificative
Les équipes marquées d'un astérisque sont têtes de série lors du tirage au sort et ne peuvent se rencontrer.

### Premier tour de qualification
| Club         | Aller | Total | Retour | Club           |
| ------------ | ----- | ----- | ------ | -------------- |
| SP Tre Fiori | 0 - 3 | 1 - 5 | 1 - 2  | Valletta FC*   |
| Santa Coloma | 0 - 2 | 0 - 4 | 0 - 2  | F91 Dudelange* |

### Deuxième tour de qualification
| Club                | Aller | Total  | Retour | Club            |
| ------------------- | ----- | ------ | ------ | --------------- |
| * Maccabi Haïfa     | 5 - 1 | 7 - 4  | 2 - 3  | Borac BL        |
| Mogren Budva        | 1 - 2 | 1 - 5  | 0 - 3  | Litex Lovetch*  |
| * NK Maribor        | 2 - 0 | 5 - 1  | 3 - 1  | F91 Dudelange   |
| Skënderbeu Korçë    | 0 - 2 | 0 - 6  | 0 - 4  | APOEL Nicosie*  |
| * Slovan Bratislava | 2 - 0 | 3 - 1  | 1 - 1  | Tobol Kostanaï  |
| * Sturm Graz        | 2 - 0 | 4 - 3  | 2 - 3  | Videoton        |
| * Zestafoni         | 3 - 0 | 3 - 2  | 0 - 2  | Dacia Chişinău  |
| * Dinamo Zagreb     | 3 - 0 | 3 - 0  | 0 - 0  | Neftchi Bakou   |
| Pyunik Erevan       | 0 - 4 | 1 - 9  | 1 - 5  | Viktoria Plzeň* |
| * Partizan Belgrade | 4 - 0 | 5 - 0  | 1 - 0  | Škendija 79     |
| Valletta FC         | 2 - 3 | 2 - 4  | 0 - 1  | Ekranas*        |
| * Malmö             | 2 - 0 | 3 - 1  | 1 - 1  | HB Tórshavn     |
| * Shamrock Rovers   | 1 - 0 | 1 - 0  | 0 - 0  | Flora Tallinn   |
| * Rosenborg         | 5 - 0 | 5 - 2  | 0 - 2  | Breiðablik      |
| Bangor City         | 0 - 3 | 0 - 13 | 0 - 10 | HJK Helsinki*   |
| Skonto Riga         | 0 - 1 | 0 - 3  | 0 - 2  | Wisła Cracovie* |
| Linfield            | 1 - 1 | 1 - 3  | 0 - 2  | BATE Borissov*  |

### Troisième tour de qualification
| Club                | Aller              | Total              | Retour             | Club               |                    |                    |                    |
| Voie des champions  | Voie des champions | Voie des champions | Voie des champions | Voie des champions | Voie des champions | Voie des champions | Voie des champions |
| ------------------- | ------------------ | ------------------ | ------------------ | ------------------ | ------------------ | ------------------ | ------------------ |
| Litex Lovetch       | 1 - 2              | 2 - 5              | 1 - 3              | Wisła Cracovie*    |                    |                    |                    |
| *Maccabi Haïfa      | 2 - 1              | 3 - 2              | 1 - 1              | NK Maribor         |                    |                    |                    |
| HJK Helsinki        | 1 - 2              | 1 - 3              | 0 - 1              | Dinamo Zagreb*     |                    |                    |                    |
| *APOEL Nicosie      | 0 - 0              | 2 - 0              | 2 - 0              | Slovan Bratislava  |                    |                    |                    |
| * FC Copenhague     | 1 - 0              | 3 - 0              | 2 - 0              | Shamrock Rovers    |                    |                    |                    |
| KRC Genk            | 2 - 1              | 3 - 2              | 1 - 1              | Partizan Belgrade* |                    |                    |                    |
| * Rosenborg         | 0 - 1              | 2 - 4              | 2 - 3              | Viktoria Plzeň     |                    |                    |                    |
| Zestafoni           | 1 - 1              | 1 - 2              | 0 - 1              | Sturm Graz*        |                    |                    |                    |
| Ekranas             | 0 - 0              | 1 - 3              | 1 - 3              | BATE Borissov*     |                    |                    |                    |
| * Glasgow Rangers   | 0 - 1              | 1 - 2              | 1 - 1              | Malmö              |                    |                    |                    |
| Voie de la ligue    |                    |                    |                    |                    |                    |                    |                    |
| * Standard de Liège | 1 - 1              | 1 - 2              | 0 - 1              | FC Zurich          |                    |                    |                    |
| *FC Twente          | 2 - 0              | 2 - 0              | 0 - 0              | FC Vaslui          |                    |                    |                    |
| *Benfica Lisbonne   | 2 - 0              | 3 - 1              | 1 - 1              | Trabzonspor        |                    |                    |                    |
| * Dynamo Kiev       | 0 - 2              | 1 - 4              | 1 - 2              | Rubin Kazan        |                    |                    |                    |
| OB Odense           | 1 - 1              | 5 - 4              | 4 - 3              | Panathinaïkos*     |                    |                    |                    |

### Quatrième tour (barrages)
| Club                | Aller              | Total              | Retour             | Club               |                    |                    |                    |
| Voie des champions  | Voie des champions | Voie des champions | Voie des champions | Voie des champions | Voie des champions | Voie des champions | Voie des champions |
| ------------------- | ------------------ | ------------------ | ------------------ | ------------------ | ------------------ | ------------------ | ------------------ |
| Wisła Cracovie      | 1 - 0              | 2 - 3              | 1 - 3              | APOEL Nicosie*     |                    |                    |                    |
| * Maccabi Haïfa     | 2 - 1              | 3 - 3              | 1 - 2ap(1 - 4)tab  | KRC Genk           |                    |                    |                    |
| * Dinamo Zagreb     | 4 - 1              | 4 - 3              | 0 - 2              | Malmö              |                    |                    |                    |
| * FC Copenhague     | 1 - 3              | 2 - 5              | 1 - 2              | Viktoria Plzeň     |                    |                    |                    |
| * BATE Borissov     | 1 - 1              | 3 - 1              | 2 - 0              | Sturm Graz         |                    |                    |                    |
| Voie de la ligue    |                    |                    |                    |                    |                    |                    |                    |
| OB Odense           | 1 - 0              | 1 - 3              | 0 - 3              | Villarreal*        |                    |                    |                    |
| FC Twente           | 2 - 2              | 3 - 5              | 1 - 3              | Benfica Lisbonne*  |                    |                    |                    |
| * Arsenal           | 1 - 0              | 3 - 1              | 2 - 1              | Udinese            |                    |                    |                    |
| *Bayern Munich      | 2 - 0              | 3 - 0              | 1 - 0              | FC Zurich          |                    |                    |                    |
| *Olympique lyonnais | 3 - 1              | 4 - 2              | 1 - 1              | Rubin Kazan        |                    |                    |                    |

## Phase de groupes

### Format et tirage au sort
Arsenal FC
Chelsea FC
Manchester City
Manchester United
AC Milan
Inter Milan
Les 10 vainqueurs des barrages rejoignent les 22 qualifiés d'office pour la phase de groupes, à savoir : 
- les champions, vice-champions et troisièmes des associations classées de 1 à 3 à l'indice UEFA (Angleterre, Espagne et Italie),
- les champions et vice-champions des associations classées de 4 à 6 à l'indice UEFA (Allemagne, France et Russie), et
- les 7 champions des associations classées de 7 à 13 à l'indice UEFA (Ukraine, Roumanie, Portugal, Pays-Bas, Turquie, Grèce, Suisse).

Ces 32 équipes sont réparties en huit groupes de quatre où elles s'affrontent en matchs aller-retour sur six journées. Les deux premiers de chaque groupe se qualifient pour les huitièmes de finale tandis que les troisièmes de chaque groupe s'en vont disputer les seizièmes de finale de la Ligue Europa.
Pour le tirage au sort, les 32 équipes sont réparties en quatre pots selon leur coefficient UEFA.
Le FC Barcelone est placé d'office dans les têtes de série (pot 1) en tant que tenant du titre, quelle que soit la valeur de son coefficient UEFA par rapport à celle des coefficients des autres équipes en compétition.
- Futur qualifié pour les huitièmes de finale
- Futur repêché en seizièmes de finale de la Ligue Europa

| Pot 1                          | Pot 1   | Pot 2                  | Pot 2  | Pot 3                    | Pot 3  | Pot 4             | Pot 4  |
| ------------------------------ | ------- | ---------------------- | ------ | ------------------------ | ------ | ----------------- | ------ |
| FC Barcelone (Tenant du titre) | 141,465 | Milan AC               | 94,110 | Zénith Saint-Pétersbourg | 60,441 | Borussia Dortmund | 22,887 |
| Manchester United              | 151,157 | Olympique lyonnais     | 92,487 | Ajax Amsterdam           | 56,025 | Naples            | 21,110 |
| Chelsea                        | 129,157 | Chakhtar Donetsk       | 87,776 | Bayer Leverkusen         | 54,887 | Dinamo Zagreb     | 20,224 |
| Bayern Munich                  | 118,887 | Valence                | 85,465 | Olympiakos               | 50,833 | APOEL Nicosie     | 13,124 |
| Arsenal                        | 108,157 | Benfica Lisbonne       | 81,319 | Manchester City          | 47,157 | Trabzonspor       | 12,010 |
| Real Madrid                    | 103,465 | Villarreal             | 75,465 | Lille OSC                | 40,735 | KRC Genk          | 8,400  |
| FC Porto                       | 100,319 | CSKA Moscou            | 73,941 | FC Bâle                  | 39,928 | Viktoria Plzeň    | 5,170  |
| Inter Milan                    | 100,110 | Olympique de Marseille | 68,735 | BATE Borissov            | 23,216 | Oţelul Galaţi     | 5,164  |

Lors du tirage au sort, un groupe est composé d'une équipe provenant de chaque pot et les clubs d’une même association nationale ne peuvent pas se retrouver dans le même groupe.

### Matchs et classement
Légende des classements
- Qualifié pour les huitièmes de finale
- Repêché en seizièmes de finale de la Ligue Europa

Légende des résultats
- Victoire à domicile
- Match nul
- Victoire à l'extérieur

#### Groupe A
| Rang | Équipe          | Pts | J | G | N | P | Bp | Bc | Diff |  | Résultats (▼ dom., ► ext.) |     |     |     |     |
| ---- | --------------- | --- | - | - | - | - | -- | -- | ---- |  | -------------------------- | --- | --- | --- | --- |
| 1    | Bayern Munich   | 13  | 6 | 4 | 1 | 1 | 11 | 6  | +5   |  | Bayern Munich              |     | 3-2 | 2-0 | 3-1 |
| 2    | Naples          | 11  | 6 | 3 | 2 | 1 | 10 | 6  | +4   |  | Naples                     | 1-1 |     | 2-1 | 2-0 |
| 3    | Manchester City | 10  | 6 | 3 | 1 | 2 | 9  | 6  | +3   |  | Manchester City            | 2-0 | 1-1 |     | 2-1 |
| 4    | Villarreal      | 0   | 6 | 0 | 0 | 6 | 2  | 14 | -12  |  | Villarreal                 | 0-2 | 0-2 | 0-3 |     |

#### Groupe B
| Rang | Équipe      | Pts | J | G | N | P | Bp | Bc | Diff |  | Résultats (▼ dom., ► ext.) |     |     |     |     |
| ---- | ----------- | --- | - | - | - | - | -- | -- | ---- |  | -------------------------- | --- | --- | --- | --- |
| 1    | Inter Milan | 10  | 6 | 3 | 1 | 2 | 8  | 7  | +1   |  | Inter Milan                |     | 1-2 | 0-1 | 2-1 |
| 2    | CSKA Moscou | 8   | 6 | 2 | 2 | 2 | 9  | 8  | +1   |  | CSKA Moscou                | 2-3 |     | 3-0 | 0-2 |
| 3    | Trabzonspor | 7   | 6 | 1 | 4 | 1 | 3  | 5  | -2   |  | Trabzonspor                | 1-1 | 0-0 |     | 1-1 |
| 4    | Lille OSC   | 6   | 6 | 1 | 3 | 2 | 6  | 6  | 0    |  | Lille OSC                  | 0-1 | 2-2 | 0-0 |     |

#### Groupe C
| Rang | Équipe            | Pts | J | G | N | P | Bp | Bc | Diff |  | Résultats (▼ dom., ► ext.) |     |     |     |     |
| ---- | ----------------- | --- | - | - | - | - | -- | -- | ---- |  | -------------------------- | --- | --- | --- | --- |
| 1    | Benfica Lisbonne  | 12  | 6 | 3 | 3 | 0 | 8  | 4  | +4   |  | Benfica Lisbonne           |     | 1-1 | 1-1 | 1-0 |
| 2    | FC Bâle           | 11  | 6 | 3 | 2 | 1 | 11 | 10 | +1   |  | FC Bâle                    | 0-2 |     | 2-1 | 2-1 |
| 3    | Manchester United | 9   | 6 | 2 | 3 | 1 | 11 | 8  | +3   |  | Manchester United          | 2-2 | 3-3 |     | 2-0 |
| 4    | Oţelul Galaţi     | 0   | 6 | 0 | 0 | 6 | 3  | 11 | -8   |  | Oţelul Galaţi              | 0-1 | 2-3 | 0-2 |     |

#### Groupe D
| Rang | Équipe             | Pts | J | G | N | P | Bp | Bc | Diff |  | Résultats (▼ dom., ► ext.) |     |     |     |     |
| ---- | ------------------ | --- | - | - | - | - | -- | -- | ---- |  | -------------------------- | --- | --- | --- | --- |
| 1    | Real Madrid        | 18  | 6 | 6 | 0 | 0 | 19 | 2  | +17  |  | Real Madrid                |     | 4-0 | 3-0 | 6-2 |
| 2    | Olympique lyonnais | 8   | 6 | 2 | 2 | 2 | 9  | 7  | +2   |  | Olympique lyonnais         | 0-2 |     | 0-0 | 2-0 |
| 3    | Ajax Amsterdam     | 8   | 6 | 2 | 2 | 2 | 6  | 6  | 0    |  | Ajax Amsterdam             | 0-3 | 0-0 |     | 4-0 |
| 4    | Dinamo Zagreb      | 0   | 6 | 0 | 0 | 6 | 3  | 22 | -19  |  | Dinamo Zagreb              | 0-1 | 1-7 | 0-2 |     |

#### Groupe E
| Rang | Équipe           | Pts | J | G | N | P | Bp | Bc | Diff |  | Résultats (▼ dom., ► ext.) |     |     |     |     |
| ---- | ---------------- | --- | - | - | - | - | -- | -- | ---- |  | -------------------------- | --- | --- | --- | --- |
| 1    | Chelsea          | 11  | 6 | 3 | 2 | 1 | 13 | 4  | +9   |  | Chelsea                    |     | 2-0 | 3-0 | 5-0 |
| 2    | Bayer Leverkusen | 10  | 6 | 3 | 1 | 2 | 8  | 8  | 0    |  | Bayer Leverkusen           | 2-1 |     | 2-1 | 2-0 |
| 3    | Valence          | 8   | 6 | 2 | 2 | 2 | 12 | 7  | +5   |  | Valence                    | 1-1 | 3-1 |     | 7-0 |
| 4    | KRC Genk         | 3   | 6 | 0 | 3 | 3 | 2  | 16 | -14  |  | KRC Genk                   | 1-1 | 1-1 | 0-0 |     |

#### Groupe F
| Rang | Équipe                 | Pts | J | G | N | P | Bp | Bc | Diff |  | Résultats (▼ dom., ► ext.) |     |     |     |     |
| ---- | ---------------------- | --- | - | - | - | - | -- | -- | ---- |  | -------------------------- | --- | --- | --- | --- |
| 1    | Arsenal                | 11  | 6 | 3 | 2 | 1 | 7  | 6  | +1   |  | Arsenal                    |     | 0-0 | 2-1 | 2-1 |
| 2    | Olympique de Marseille | 10  | 6 | 3 | 1 | 2 | 7  | 4  | +3   |  | Olympique de Marseille     | 0-1 |     | 0-1 | 3-0 |
| 3    | Olympiakos             | 9   | 6 | 3 | 0 | 3 | 8  | 6  | +2   |  | Olympiakos                 | 3-1 | 0-1 |     | 3-1 |
| 4    | Borussia Dortmund      | 4   | 6 | 1 | 1 | 4 | 6  | 12 | -6   |  | Borussia Dortmund          | 1-1 | 2-3 | 1-0 |     |

#### Groupe G
| Rang | Équipe                   | Pts | J | G | N | P | Bp | Bc | Diff |  | Résultats (▼ dom., ► ext.) |     |     |     |     |
| ---- | ------------------------ | --- | - | - | - | - | -- | -- | ---- |  | -------------------------- | --- | --- | --- | --- |
| 1    | APOEL Nicosie            | 9   | 6 | 2 | 3 | 1 | 6  | 6  | 0    |  | APOEL Nicosie              |     | 2-1 | 2-1 | 0-2 |
| 2    | Zénith Saint-Pétersbourg | 9   | 6 | 2 | 3 | 1 | 7  | 5  | +2   |  | Zénith Saint-Pétersbourg   | 0-0 |     | 3-1 | 1-0 |
| 3    | FC Porto                 | 8   | 6 | 2 | 2 | 2 | 7  | 7  | 0    |  | FC Porto                   | 1-1 | 0-0 |     | 2-1 |
| 4    | Chakhtar Donetsk         | 5   | 6 | 1 | 2 | 3 | 6  | 8  | -2   |  | Chakhtar Donetsk           | 1-1 | 2-2 | 0-2 |     |

#### Groupe H
| Rang | Équipe         | Pts | J | G | N | P | Bp | Bc | Diff |  | Résultats (▼ dom., ► ext.) |     |     |     |     |
| ---- | -------------- | --- | - | - | - | - | -- | -- | ---- |  | -------------------------- | --- | --- | --- | --- |
| 1    | FC Barcelone   | 16  | 6 | 5 | 1 | 0 | 20 | 4  | +16  |  | FC Barcelone               |     | 2-2 | 2-0 | 4-0 |
| 2    | Milan AC       | 9   | 6 | 2 | 3 | 1 | 11 | 8  | +3   |  | Milan AC                   | 2-3 |     | 2-0 | 2-0 |
| 3    | Viktoria Plzeň | 5   | 6 | 1 | 2 | 3 | 4  | 11 | -7   |  | Viktoria Plzeň             | 0-4 | 2-2 |     | 1-1 |
| 4    | BATE Borisov   | 2   | 6 | 0 | 2 | 4 | 2  | 14 | -12  |  | BATE Borisov               | 0-5 | 1-1 | 0-1 |     |

## Phase à élimination directe finale
La suite de la compétition est à élimination directe par matchs aller-retour à partir des huitièmes de finale. Seule la finale est sur un match unique, joué sur terrain neutre.
| \| CSKA Moscou Arsenal Chelsea Bayer Leverkusen Bayern Munich FC Bâle Olympique lyonnais Inter Milan Milan AC Olympique de Marseille FC Barcelone Naples Real Madrid Benfica APOEL Nicosie Zénith Saint-Pétersbourg \| Localisation des clubs qualifiés pour la phase à élimination directe. Huitième de finalistes Quart de finalistes Demi-finalistes Finaliste Vainqueur |
| CSKA Moscou Arsenal Chelsea Bayer Leverkusen Bayern Munich FC Bâle Olympique lyonnais Inter Milan Milan AC Olympique de Marseille FC Barcelone Naples Real Madrid Benfica APOEL Nicosie Zénith Saint-Pétersbourg |

### Qualification et tirage au sort
Pour le tirage des huitièmes de finale, les 8 premiers de groupe du tour précédent sont têtes de série et reçoivent pour le match retour, ils ne peuvent donc se rencontrer.
Deux équipes d'une même association nationale ne peuvent pas non plus se rencontrer en huitièmes de finale, de même que deux équipes issues du même groupe. Cette limitation est levée à partir des quarts de finale.
Le tirage au sort des huitièmes de finale a eu lieu le 16 décembre 2011 à Nyon, effectué par  Zinédine Zidane.
| Les 16 qualifiés - récapitulatif avant tirage au sort | Les 16 qualifiés - récapitulatif avant tirage au sort | Les 16 qualifiés - récapitulatif avant tirage au sort |
| Groupe                                                | 1er (tête de série)                                   | 2e                                                    |
| ----------------------------------------------------- | ----------------------------------------------------- | ----------------------------------------------------- |
| A                                                     | Bayern Munich                                         | Naples                                                |
| B                                                     | Inter Milan                                           | CSKA Moscou                                           |
| C                                                     | Benfica Lisbonne                                      | FC Bâle                                               |
| D                                                     | Real Madrid                                           | Olympique lyonnais                                    |
| E                                                     | Chelsea                                               | Bayer Leverkusen                                      |
| F                                                     | Arsenal                                               | Olympique de Marseille                                |
| G                                                     | APOEL Nicosie                                         | Zenith Saint-Petersbourg                              |
| H                                                     | FC Barcelone                                          | Milan AC                                              |

### Huitièmes de finale
| Équipe                   | Aller | Total  | Retour             | Équipe           |
| ------------------------ | ----- | ------ | ------------------ | ---------------- |
| Olympique lyonnais       | 1 - 0 | 1 - 1  | 0 - 1ap (3 - 4)tab | APOEL Nicosie    |
| Naples                   | 3 - 1 | 4 - 5  | 1 - 4ap            | Chelsea          |
| Milan AC                 | 4 - 0 | 4 - 3  | 0 - 3              | Arsenal          |
| FC Bâle                  | 1 - 0 | 1 - 7  | 0 - 7              | Bayern Munich    |
| Bayer Leverkusen         | 1 - 3 | 2 - 10 | 1 - 7              | FC Barcelone     |
| CSKA Moscou              | 1 - 1 | 2 - 5  | 1 - 4              | Real Madrid      |
| Zenith Saint-Petersbourg | 3 - 2 | 3 - 4  | 0 - 2              | Benfica Lisbonne |
| Olympique de Marseille   | 1 - 0 | 2 - 2  | E1 - 2             | Inter Milan      |

### Tableau final
Le tableau suivant respecte l'ordre du tirage au sort effectué par l'UEFA.
|  | Huitièmes de finale      | Huitièmes de finale      | Huitièmes de finale | Huitièmes de finale |                        |                        | Quarts de finale | Quarts de finale | Quarts de finale | Quarts de finale |  |  | Demi-finales | Demi-finales | Demi-finales | Demi-finales |  |  | Finale                                     | Finale | Finale | Finale |
|  |                          |                          |                     |                     |                        |                        |                  |                  |                  |                  |  |  |              |              |              |              |  |  |                                            |        |        |        |
|  |                          |                          |                     |                     |                        |                        |                  |                  |                  |                  |  |  |              |              |              |              |  |  | 19 mai 2012, Fußball Arena München, Munich |        |        |        |
|  | Olympique de Marseille   | Olympique de Marseille   | 1                   | 1 e                 |                        |                        |                  |                  |                  |                  |  |  |              |              |              |              |  |  |                                            |        |        |        |
|  | Olympique de Marseille   | Olympique de Marseille   | 1                   | 1 e                 |                        |                        |                  |                  |                  |                  |  |  |              |              |              |              |  |  |                                            |        |        |        |
|  | Inter Milan              | Inter Milan              | 0                   | 2                   |                        |                        |                  |                  |                  |                  |  |  |              |              |              |              |  |  |                                            |        |        |        |
|  | Inter Milan              | Inter Milan              | 0                   | 2                   | Olympique de Marseille | Olympique de Marseille | 0                | 0                |                  |                  |  |  |              |              |              |              |  |  |                                            |        |        |        |
|  |                          |                          |                     |                     | Olympique de Marseille | Olympique de Marseille | 0                | 0                |                  |                  |  |  |              |              |              |              |  |  |                                            |        |        |        |
|  |                          |                          | Bayern Munich       | Bayern Munich       | 2                      | 2                      |                  |                  |                  |                  |  |  |              |              |              |              |  |  |                                            |        |        |        |
|  | FC Bâle                  | FC Bâle                  | Bayern Munich       | Bayern Munich       | 2                      | 2                      | 1                | 0                |                  |                  |  |  |              |              |              |              |  |  |                                            |        |        |        |
|  | FC Bâle                  | FC Bâle                  |                     |                     |                        |                        |                  | 0                |                  |                  |  |  |              |              |              |              |  |  |                                            |        |        |        |
|  | Bayern Munich            | Bayern Munich            | 0                   | 7                   |                        |                        |                  |                  |                  |                  |  |  |              |              |              |              |  |  |                                            |        |        |        |
|  | Bayern Munich            | Bayern Munich            | 0                   | 7                   | Bayern Munich          | Bayern Munich          | 2                | 1 ap(3)          |                  |                  |  |  |              |              |              |              |  |  |                                            |        |        |        |
|  |                          |                          |                     |                     | Bayern Munich          | Bayern Munich          | 2                | 1 ap(3)          |                  |                  |  |  |              |              |              |              |  |  |                                            |        |        |        |
|  |                          |                          | Real Madrid         | Real Madrid         | 1                      | 2ap(1)                 |                  |                  |                  |                  |  |  |              |              |              |              |  |  |                                            |        |        |        |
|  | Olympique Lyonnais       | Olympique Lyonnais       | Real Madrid         | Real Madrid         | 1                      | 2ap(1)                 | 1                | 0ap (3)          |                  |                  |  |  |              |              |              |              |  |  |                                            |        |        |        |
|  | Olympique Lyonnais       | Olympique Lyonnais       |                     |                     |                        |                        |                  | 0ap (3)          |                  |                  |  |  |              |              |              |              |  |  |                                            |        |        |        |
|  | APOEL Nicosie            | APOEL Nicosie            | 0                   | 1 tab(4)            |                        |                        |                  |                  |                  |                  |  |  |              |              |              |              |  |  |                                            |        |        |        |
|  | APOEL Nicosie            | APOEL Nicosie            | 0                   | 1 tab(4)            | APOEL Nicosie          | APOEL Nicosie          | 0                | 2                |                  |                  |  |  |              |              |              |              |  |  |                                            |        |        |        |
|  |                          |                          |                     |                     | APOEL Nicosie          | APOEL Nicosie          | 0                | 2                |                  |                  |  |  |              |              |              |              |  |  |                                            |        |        |        |
|  |                          |                          | Real Madrid         | Real Madrid         | 3                      | 5                      |                  |                  |                  |                  |  |  |              |              |              |              |  |  |                                            |        |        |        |
|  | CSKA Moscou              | CSKA Moscou              | Real Madrid         | Real Madrid         | 3                      | 5                      | 1                | 1                |                  |                  |  |  |              |              |              |              |  |  |                                            |        |        |        |
|  | CSKA Moscou              | CSKA Moscou              |                     |                     |                        |                        |                  | 1                |                  |                  |  |  |              |              |              |              |  |  |                                            |        |        |        |
|  | Real Madrid              | Real Madrid              | 1                   | 4                   |                        |                        |                  |                  |                  |                  |  |  |              |              |              |              |  |  |                                            |        |        |        |
|  | Real Madrid              | Real Madrid              | 1                   | 4                   | Bayern Munich          | Bayern Munich          | 1ap (3)          | 1ap (3)          |                  |                  |  |  |              |              |              |              |  |  |                                            |        |        |        |
|  |                          |                          |                     |                     | Bayern Munich          | Bayern Munich          | 1ap (3)          | 1ap (3)          |                  |                  |  |  |              |              |              |              |  |  |                                            |        |        |        |
|  |                          |                          | Chelsea             | Chelsea             | 1 tab(4)               | 1 tab(4)               |                  |                  |                  |                  |  |  |              |              |              |              |  |  |                                            |        |        |        |
|  | Zenith Saint-Petersbourg | Zenith Saint-Petersbourg | Chelsea             | Chelsea             | 1 tab(4)               | 1 tab(4)               | 3                | 0                |                  |                  |  |  |              |              |              |              |  |  |                                            |        |        |        |
|  | Zenith Saint-Petersbourg | Zenith Saint-Petersbourg |                     |                     |                        |                        |                  | 0                |                  |                  |  |  |              |              |              |              |  |  |                                            |        |        |        |
|  | Benfica Lisbonne         | Benfica Lisbonne         | 2                   | 2                   |                        |                        |                  |                  |                  |                  |  |  |              |              |              |              |  |  |                                            |        |        |        |
|  | Benfica Lisbonne         | Benfica Lisbonne         | 2                   | 2                   | Benfica Lisbonne       | Benfica Lisbonne       | 0                | 1                |                  |                  |  |  |              |              |              |              |  |  |                                            |        |        |        |
|  |                          |                          |                     |                     | Benfica Lisbonne       | Benfica Lisbonne       | 0                | 1                |                  |                  |  |  |              |              |              |              |  |  |                                            |        |        |        |
|  |                          |                          | Chelsea             | Chelsea             | 1                      | 2                      |                  |                  |                  |                  |  |  |              |              |              |              |  |  |                                            |        |        |        |
|  | Naples                   | Naples                   | Chelsea             | Chelsea             | 1                      | 2                      | 3                | 1                |                  |                  |  |  |              |              |              |              |  |  |                                            |        |        |        |
|  | Naples                   | Naples                   |                     |                     |                        |                        |                  | 1                |                  |                  |  |  |              |              |              |              |  |  |                                            |        |        |        |
|  | Chelsea                  | Chelsea                  | 1                   | 4                   |                        |                        |                  |                  |                  |                  |  |  |              |              |              |              |  |  |                                            |        |        |        |
|  | Chelsea                  | Chelsea                  | 1                   | 4                   | Chelsea                | Chelsea                | 1                | 2                |                  |                  |  |  |              |              |              |              |  |  |                                            |        |        |        |
|  |                          |                          |                     |                     | Chelsea                | Chelsea                | 1                | 2                |                  |                  |  |  |              |              |              |              |  |  |                                            |        |        |        |
|  |                          |                          | FC Barcelone        | FC Barcelone        | 0                      | 2                      |                  |                  |                  |                  |  |  |              |              |              |              |  |  |                                            |        |        |        |
|  | Milan AC                 | Milan AC                 | FC Barcelone        | FC Barcelone        | 0                      | 2                      | 4                | 0                |                  |                  |  |  |              |              |              |              |  |  |                                            |        |        |        |
|  | Milan AC                 | Milan AC                 |                     |                     |                        |                        |                  | 0                |                  |                  |  |  |              |              |              |              |  |  |                                            |        |        |        |
|  | Arsenal                  | Arsenal                  | 0                   | 3                   |                        |                        |                  |                  |                  |                  |  |  |              |              |              |              |  |  |                                            |        |        |        |
|  | Arsenal                  | Arsenal                  | 0                   | 3                   | Milan AC               | Milan AC               | 0                | 1                |                  |                  |  |  |              |              |              |              |  |  |                                            |        |        |        |
|  |                          |                          |                     |                     | Milan AC               | Milan AC               | 0                | 1                |                  |                  |  |  |              |              |              |              |  |  |                                            |        |        |        |
|  |                          |                          | FC Barcelone        | FC Barcelone        | 0                      | 3                      |                  |                  |                  |                  |  |  |              |              |              |              |  |  |                                            |        |        |        |
|  | Bayer Leverkusen         | Bayer Leverkusen         | FC Barcelone        | FC Barcelone        | 0                      | 3                      | 1                | 1                |                  |                  |  |  |              |              |              |              |  |  |                                            |        |        |        |
|  | Bayer Leverkusen         | Bayer Leverkusen         |                     |                     |                        |                        |                  | 1                |                  |                  |  |  |              |              |              |              |  |  |                                            |        |        |        |
|  | FC Barcelone             | FC Barcelone             | 3                   | 7                   |                        |                        |                  |                  |                  |                  |  |  |              |              |              |              |  |  |                                            |        |        |        |
|  | FC Barcelone             | FC Barcelone             | 3                   | 7                   |                        |                        |                  |                  |                  |                  |  |  |              |              |              |              |  |  |                                            |        |        |        |
|  |                          |                          |                     |                     |                        |                        |                  |                  |                  |                  |  |  |              |              |              |              |  |  |                                            |        |        |        |

### Quarts de finale
| Équipe                 | Aller | Total | Retour | Équipe        |
| ---------------------- | ----- | ----- | ------ | ------------- |
| APOEL Nicosie          | 0 - 3 | 2 - 8 | 2 - 5  | Real Madrid   |
| Olympique de Marseille | 0 - 2 | 0 - 4 | 0 - 2  | Bayern Munich |
| Benfica Lisbonne       | 0 - 1 | 1 - 3 | 1 - 2  | Chelsea       |
| Milan AC               | 0 - 0 | 1 - 3 | 1 - 3  | FC Barcelone  |

### Demi-finales
| Équipe        | Aller | Total | Retour             | Équipe       |
| ------------- | ----- | ----- | ------------------ | ------------ |
| Bayern Munich | 2 - 1 | 3 - 3 | 1 - 2ap (3 - 1)tab | Real Madrid  |
| Chelsea       | 1 - 0 | 3 - 2 | 2 - 2              | FC Barcelone |

### Finale
| Club          | Score               | Club    |
| ------------- | ------------------- | ------- |
| Bayern Munich | 1 - 1 ap (3 - 4)tab | Chelsea |

## Nombre d'équipes par association et par tour
| Angleterre          |                     |                      | +1 | 1 Arsenal            | +3 | 4 Chelsea, Man. City, Man. United, Arsenal | 2 Arsenal, Chelsea        | 1 Chelsea         | 1 Chelsea         | 1 Chelsea |  |  |  |
| Espagne             |                     |                      | +1 | 1 Villarreal         | +3 | 4 Barcelone, Real, Valence, Villarreal     | 2 Barcelone, Real         | 2 Barcelone, Real | 2 Barcelone, Real |           |  |  |  |
| Allemagne           |                     |                      | +1 | 1 Bayern             | +2 | 3 Leverkusen, Dortmund, Bayern             | 2 Bayern, Leverkusen      | 1 Bayern          | 1 Bayern          | 1 Bayern  |  |  |  |
| Italie              |                     |                      | +1 | 1 Udinese            | +3 | 3 Inter, Milan AC, Naples                  | 3 Inter, Milan AC, Naples | 1 Milan AC        |                   |           |  |  |  |
| France              |                     |                      | +1 | 1 Lyon               | +2 | 3 Lille, Marseille, Lyon                   | 2 Marseille, Lyon         | 1 Marseille       |                   |           |  |  |  |
| Portugal            |                     | 1 Benfica            | +0 | 1 Benfica            | +1 | 2 FC Porto, Benfica                        | 1 Benfica                 | 1 Benfica         |                   |           |  |  |  |
| Russie              |                     | 1 Rubin Kazan        | +0 | 1 Rubin Kazan        | +2 | 2 CSKA Moscou, Zénith                      | 2 CSKA Moscou, Zénith     |                   |                   |           |  |  |  |
| Ukraine             |                     | 1 Dynamo Kiev        | +0 | 0                    | +1 | 1 Shakhtar Donetsk                         |                           |                   |                   |           |  |  |  |
| Pays-Bas            |                     | 1 Twente             | +0 | 1 Twente             | +1 | 1 Ajax                                     |                           |                   |                   |           |  |  |  |
| Turquie             |                     | 1 Trabzonspor        | +0 | 0                    | +1 | 1 Trabzonspor                              |                           |                   |                   |           |  |  |  |
| Grèce               |                     | 1 Panathinaïkos      | +0 | 0                    | +1 | 1 Olympiakos                               |                           |                   |                   |           |  |  |  |
| Danemark            |                     | 2 Copenhague, Odense | +0 | 2 Copenhague, Odense | +0 |                                            |                           |                   |                   |           |  |  |  |
| Belgique            |                     | 2 Genk, Standard     | +0 | 1 Genk               | +0 | 1 Genk                                     |                           |                   |                   |           |  |  |  |
| Roumanie            |                     | 1 Vaslui             | +0 | 0                    | +1 | 1 Oţelul Galaţi                            |                           |                   |                   |           |  |  |  |
| Suisse              |                     | 1 Zurich             | +0 | 1 Zurich             | +1 | 1 Bâle                                     | 1 Bâle                    |                   |                   |           |  |  |  |
| Autres associations | Autres associations | 37                   | +0 | 8                    | +0 | 4                                          | 1 APOEL Nicosie           | 1 APOEL Nicosie   |                   |           |  |  |  |
| Total               | Total               |                      |    | 20                   |    | 32                                         | 16                        | 8                 | 4                 | 2         |  |  |  |

- Associations n'ayant qu'un seul club représentant, élimination :
  - au 1er tour de qualification :  Santa Coloma,  SP Tre Fiori
  - au 2e tour de qualification :  Flora Tallinn,  F91 Dudelange,  Tobol Kostanaï,  Neftchi Bakou,  Valletta FC,  Bangor City,  Linfield,  Mogren Budva,  HB Tórshavn,  Pyunik Erevan,  Skonto Riga,  Škendija 79,  Dacia Chişinău,  Skënderbeu Korçë,  Borac BL,  Videoton,  Breiðablik
  - au 3e tour de qualification :   Ekranas,  Shamrock Rovers,  Glasgow Rangers,  Rosenborg,  Slovan Bratislava,  Zestafoni,  Litex Lovetch,  HJK Helsinki,  NK Maribor,  Partizan Belgrade
  - au 4e tour (barrages) :  Wisła Cracovie,  Malmö FF,  Maccabi Haïfa,  Sturm Graz
  - en phase de groupes :  Dinamo Zagreb,  Viktoria Plzeň,  BATE Borissov
  - en quarts de finale :  APOEL Nicosie

## Classements annexes
Dernière mise à jour faite après les matches du 19 mai 2012
- Statistiques officielles de l'UEFA
- Rencontres de qualification non-incluses

### Buteurs
| 1                               | Lionel Messi                    | FC Barcelone                    | 14        | 990       |           |           |
| 2                               | Mario Gómez                     | Bayern Munich                   | 13        | 1003      |           |           |
| 3                               | Cristiano Ronaldo               | Real Madrid                     | 10        | 930       |           |           |
| 4                               | Karim Benzema                   | Real Madrid                     | 7         | 761       |           |           |
| 5                               | Didier Drogba                   | Chelsea                         | 6         | 670       |           |           |
| 6                               | José Callejón                   | Real Madrid                     | 5         | 307       |           |           |
| 7                               | Roberto Soldado                 | Valence                         | 5         | 515       |           |           |
| 8                               | Bafétimbi Gomis                 | Olympique lyonnais              | 5         | 530       |           |           |
| 9                               | Seydou Doumbia                  | CSKA Moscou                     | 5         | 611       |           |           |
| 10                              | Alexander Frei                  | FC Bâle                         | 5         | 611       |           |           |
| Total                           | Total                           | Total                           | 345 buts  | 345 buts  |           |           |
| Moyenne par match (125 matches) | Moyenne par match (125 matches) | Moyenne par match (125 matches) | 2,76 buts | 2,76 buts | 2,76 buts | 2,76 buts |

### Équipe-type de la Ligue des champions de l'UEFA 2011-2012
| Poste | Joueur             | Club          |
| ----- | ------------------ | ------------- |
| GK    | Petr Čech          | Chelsea       |
| DC    | Pepe               | Real Madrid   |
| DC    | Paulo Jorge        | APOEL Nicosie |
| DL    | Branislav Ivanović | Chelsea       |
| DL    | Ashley Cole        | Chelsea       |
| MO    | Ramires            | Chelsea       |
| MO    | Mesut Özil         | Real Madrid   |
| ML    | Franck Ribéry      | Bayern Munich |
| Ai    | Cristiano Ronaldo  | Real Madrid   |
| SA    | Lionel Messi       | FC Barcelone  |
| AC    | Didier Drogba      | Chelsea       |